# شهرک ولیعصر (سربیشه)
شهرک ولیعصر روستایی در دهستان درح بخش درح شهرستان سربیشه استان خراسان جنوبی ایران است.

## جمعیت
بر پایه سرشماری عمومی نفوس و مسکن در سال ۱۳۹۵ جمعیت این روستا ۱۶۰ نفر (۳۷خانوار) بوده‌است.